# Rennweg (Zürich)

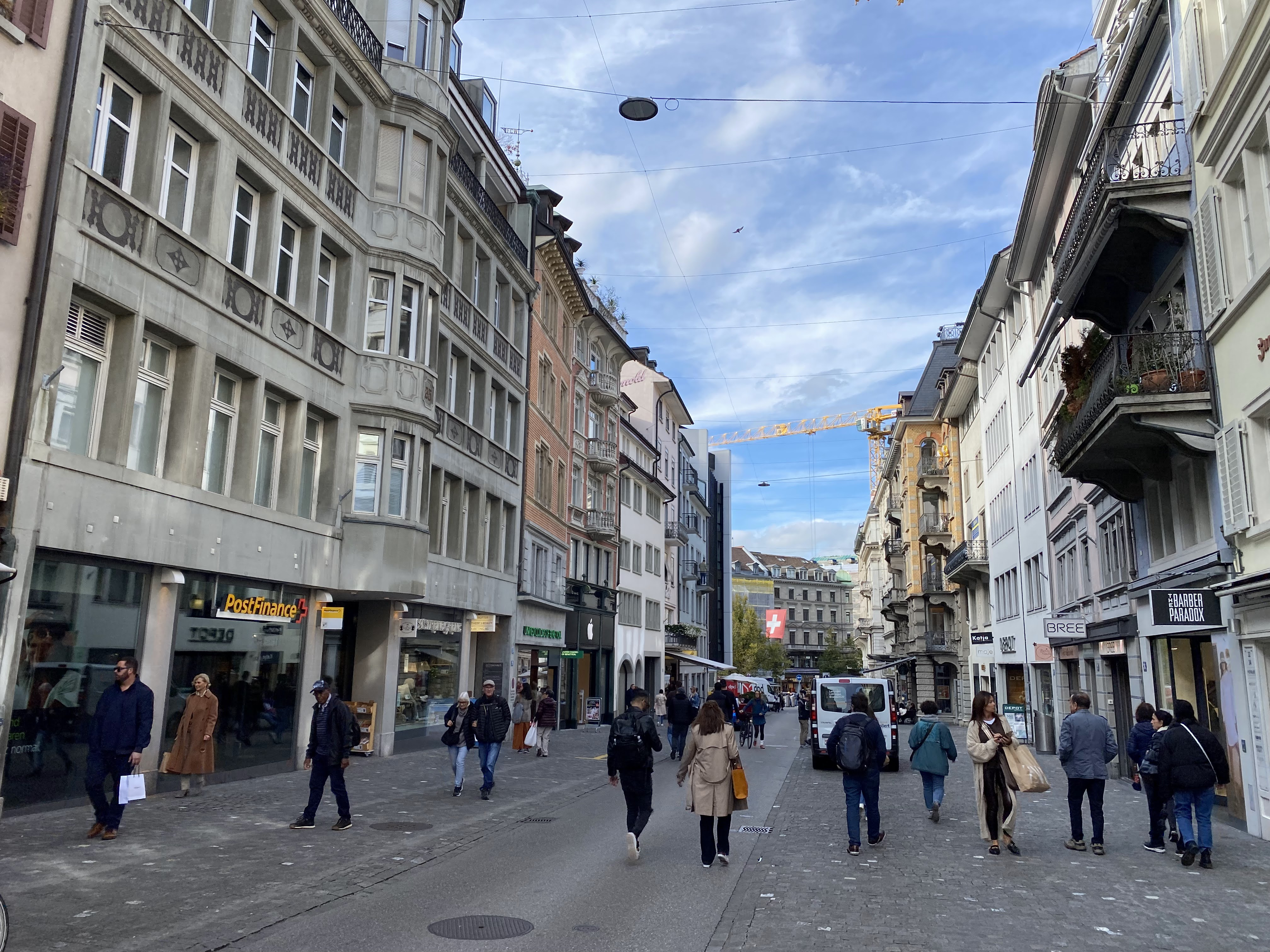
Der Rennweg im Oktober 2022

Der Rennweg ist eine der ältesten Strassen der Altstadt von Zürich. Er führt von der Bahnhofstrasse in südöstlicher Richtung etwa 250 Meter weit schräg einen Moränenhügel hinauf, wo er am höchsten Punkt in die Strehlgasse übergeht, die wieder hinunter zur Limmat führt. Der Rennweg ist seit 2004 autofrei. Die Tramhaltestelle Rennweg der Verkehrsbetriebe Zürich liegt in der Bahnhofstrasse.

## Name
«Rennwege» waren in mittelalterlicher Zeit Wege, auf denen man die Pferde «zum Rennen brachte». Da sie demgemäss breit und gerade angelegt worden waren, dienten sie auch für Wettrennen und Turniere.
Die Herleitung von Rain «Abhang», wie die nordöstliche Seite des Rennwegs früher geheissen hatte (siehe unten), ist im alemannischen Sprachraum aus lautlichen Gründen nicht möglich.

## Geschichte

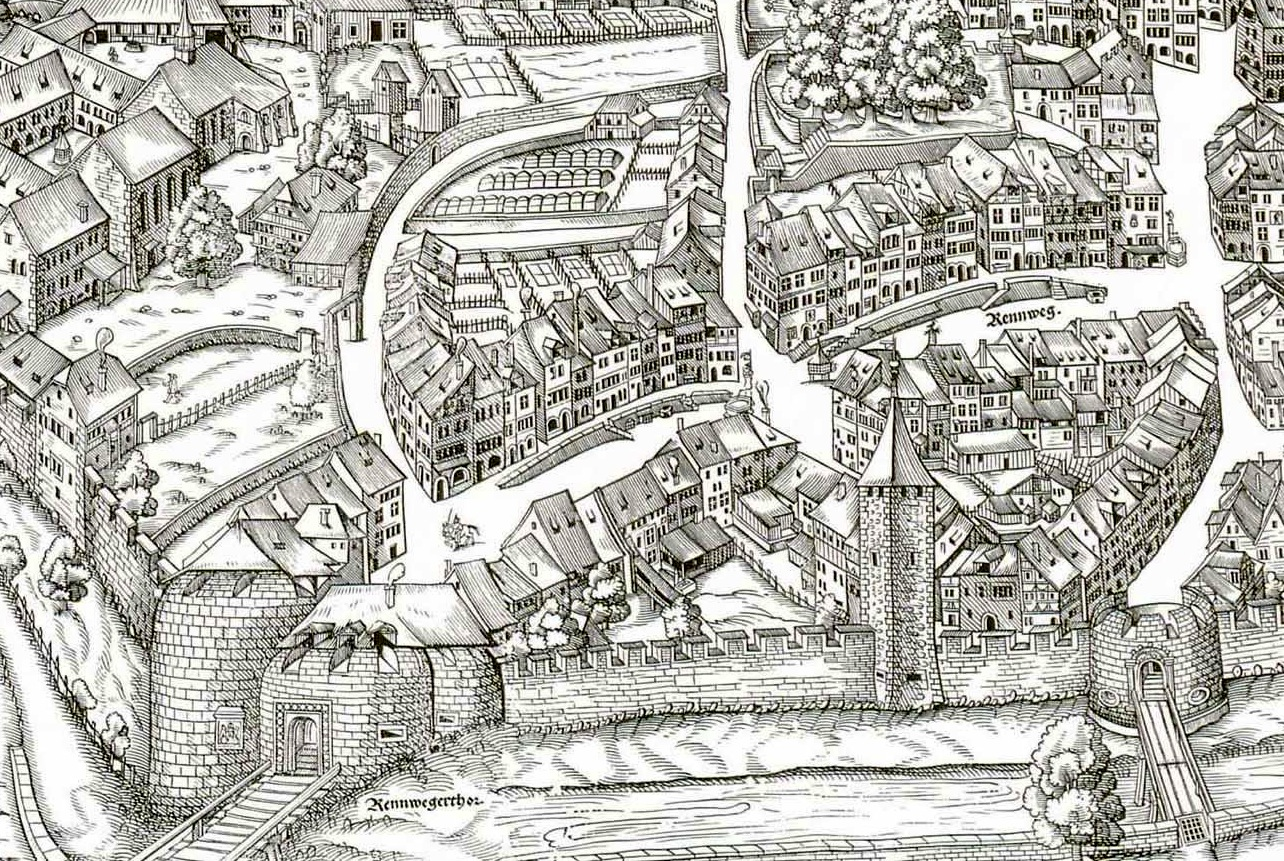
Rennweg und Rennwegtor auf dem Murerplan

Die ersten wenigen festen Häuser am Rennweg, der damals als schmaler Weg vom südlichen Ende des Lindenhofs in nordwestlicher Richtung zur Sihl hinunterführte, entstanden vermutlich um das Jahr 1000, als auf dem Lindenhof die karolingische Pfalz gebaut wurde. Der Bau der grossen ottonischen Pfalz förderte die Bedeutung des Rennwegquartiers am Fusse des Lindenhofhügels.
Aus diesen Einzelbauten entwickelte sich darauf um Rennweg und Fortunagasse eine kleine Vorstadt, die an ihrem Ende bereits mit einem Tor abgeschlossen war. Diese Entwicklung geht auf die Zeit der Zähringer zurück, die in Zürich von 1097 bis zu ihrem Aussterben 1218 Reichsvögte waren. Er war eine Folge der Stadterweiterung westlich der alten Siedlung beim Lindenhof. Er war damals mit seinen langen, geschlossenen Häuserfluchten und einer rechtwinkligen Kreuzung die breiteste Strasse Zürichs und hob sich mit seiner geraden Linie von den verwinkelten Gassen um die Strehlgasse ab, die aus der römischen Siedlung am linken Ufer der Limmat entstanden waren.
Erstmals erwähnt wird der Rennweg in einer Urkunde vom 7. Dezember 1221, in der im Zusammenhang mit einer Pfarrstelle für das Siechenhaus an der Sihl B. et. Hu. an dem Renwege als Zeugen genannt werden. Drei Jahre später wird ein  Bertholus am Rennwege erwähnt, später erscheinen die Bezeichnungen Renniwegi, Rennewege und Renniwege. In verschiedenen Urkunden und Rodeln tauchen zahlreiche Berufe auf, die am Rennweg vertreten waren, so zum Beispiel Metzger, Bäcker, Tischmacher, Holzschnitzer, Sattler oder Zimmermann.

Am unteren Ende des Rennwegs stand am Fröschengraben das Rennwegtor, das 1355 erstmals als Teil der westlichen Stadterweiterung nach Westen erwähnt wird. Es löste das Kecinstürlin als wichtigsten Durchgang zur Brücke bei St. Jakob an der Sihl ab, wo die Landstrasse nach Baden begann. Da das Rennwegtor das einzige Haupttor links der Limmat war, zwängte sich der ganze Verkehr in westlicher Richtung aus der Stadt über den Rennweg hinunter durch das Tor hinaus auf die Landstrasse.

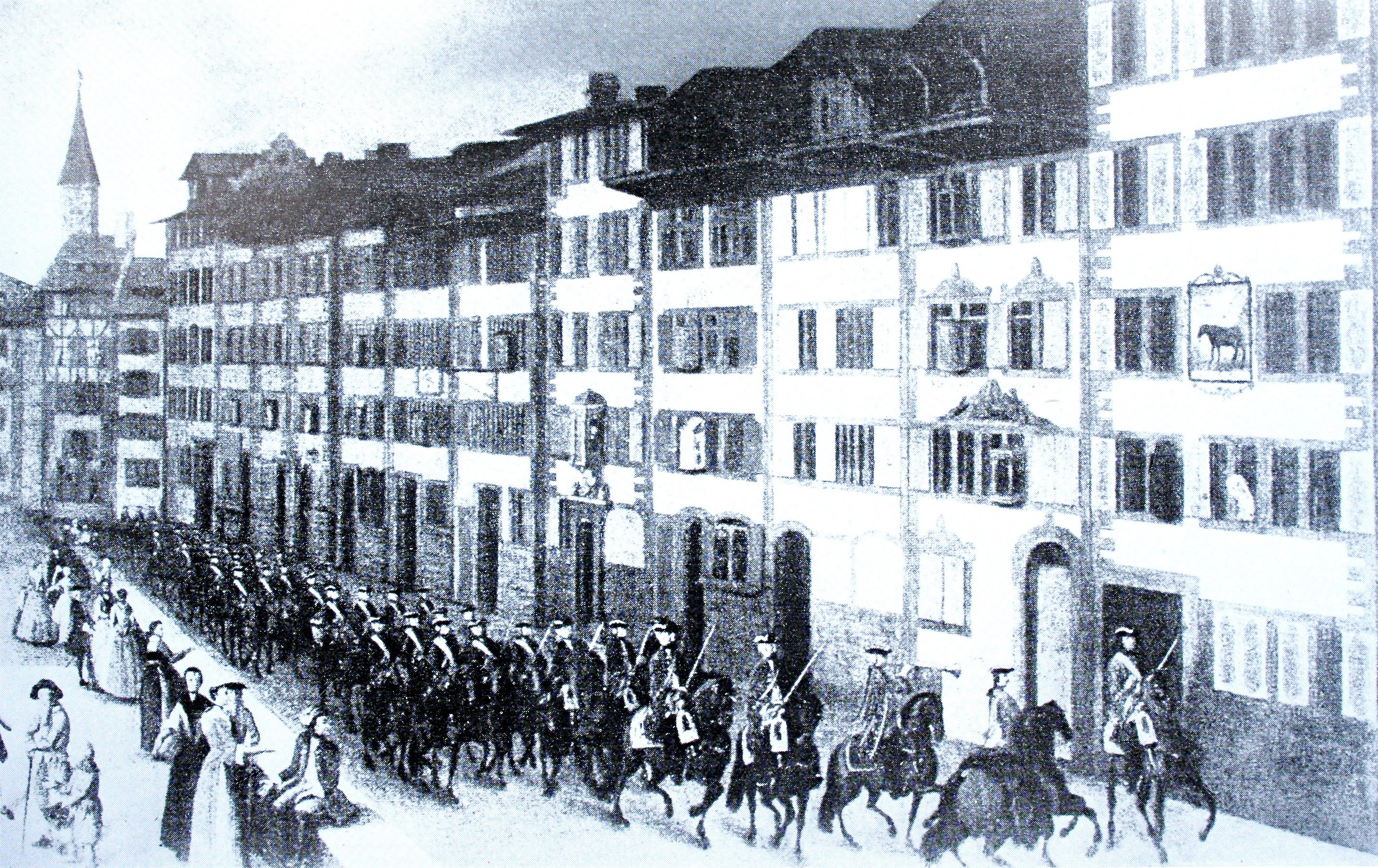
1744: Parade der Kavallerie durch den Rennweg

Im 16. und 17. Jahrhundert fanden auf dem Rennweg Truppenaufmärsche und Paraden statt.

Im Haus Rennweg 33 wurde 1843 bei einem Umbau das Manuskript mit den Zürcher Liebesbriefen gefunden. Das Haus wurde 1911 abgebrochen.

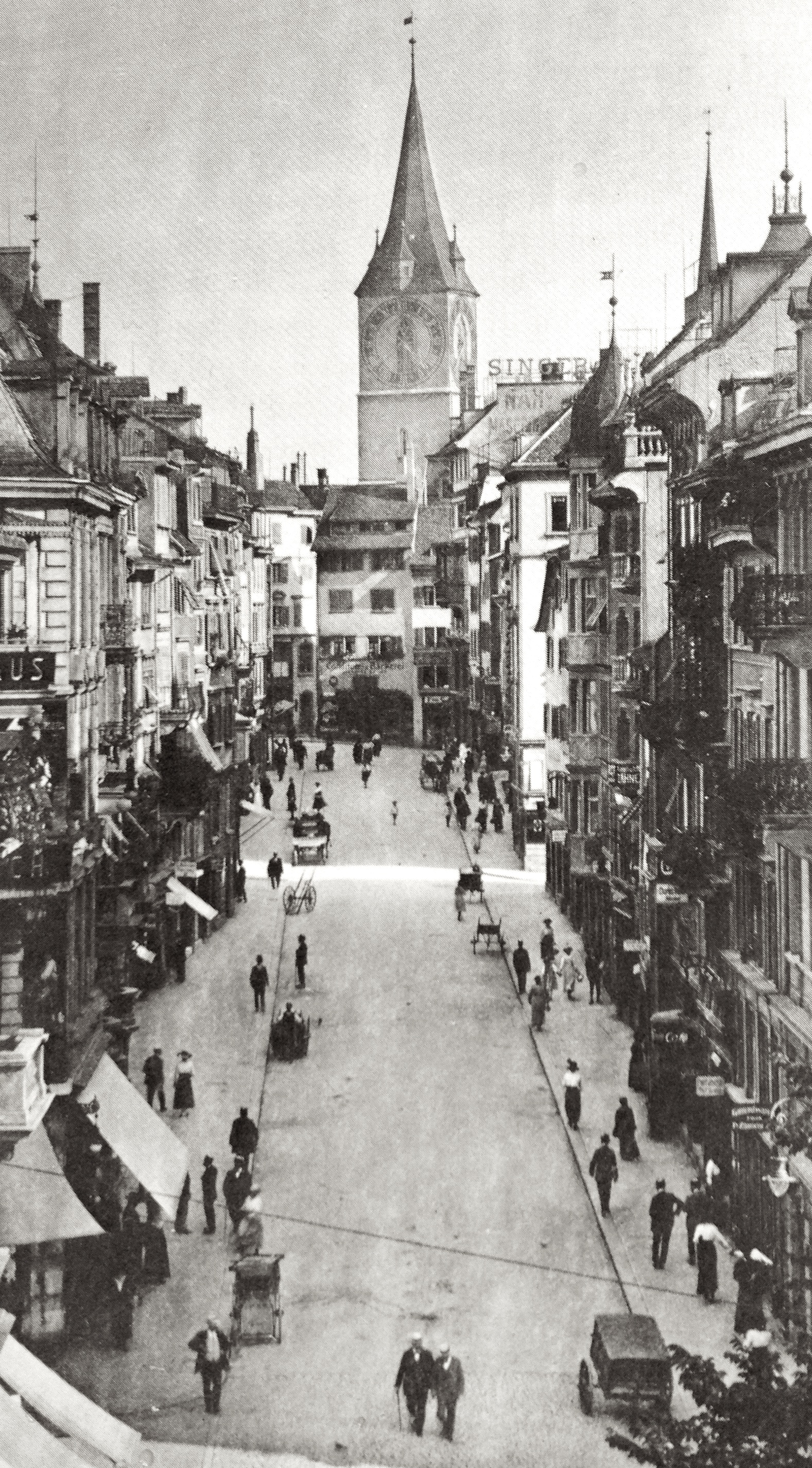
Rennweg 1905

Bis um 1880 standen die Häuser auf der lindenhofwärts gelegenen Strassenseite an einem erhöhten Fussweg namens «Rain», der durch eine Stützmauer vom tiefer liegenden Teil des fahrbaren Rennwegs getrennt war (heute noch ganz ähnlich in Thun). Sie lagen damit um etwa ein Stockwerk höher als die Gebäude auf der anderen Strassenseite. In den Jahren 1879 und 1880 wurde die Stützmauer abgetragen und die fahrbare Strasse verbreitert, was zur Folge hatte, dass die vorherigen Kellergeschosse des mittleren Rennwegs seither deren Erdgeschosse bilden. In diesem Zusammenhang wurden etwa 1500 Münzen aus römischer Zeit ausgegraben, von denen ein grosser Teil von spielenden Kindern beiseite geschafft, mit Schwefelsäure gereinigt und innerhalb der Nachbarschaft veräussert wurden.

## Rennweg-Quartier-Verein
Der Rennweg-Quartier-Verein wurde 1888 gegründet mit dem Ziel, das Rennweg-Quartier zu pflegen. Er gehört zu den ältesten Quartiervereinen der Stadt. Für die lokalen Geschäfter und Mieter ist der Verein Rennwegquartier zuständig.

## Bilder

Wappen
Fahne
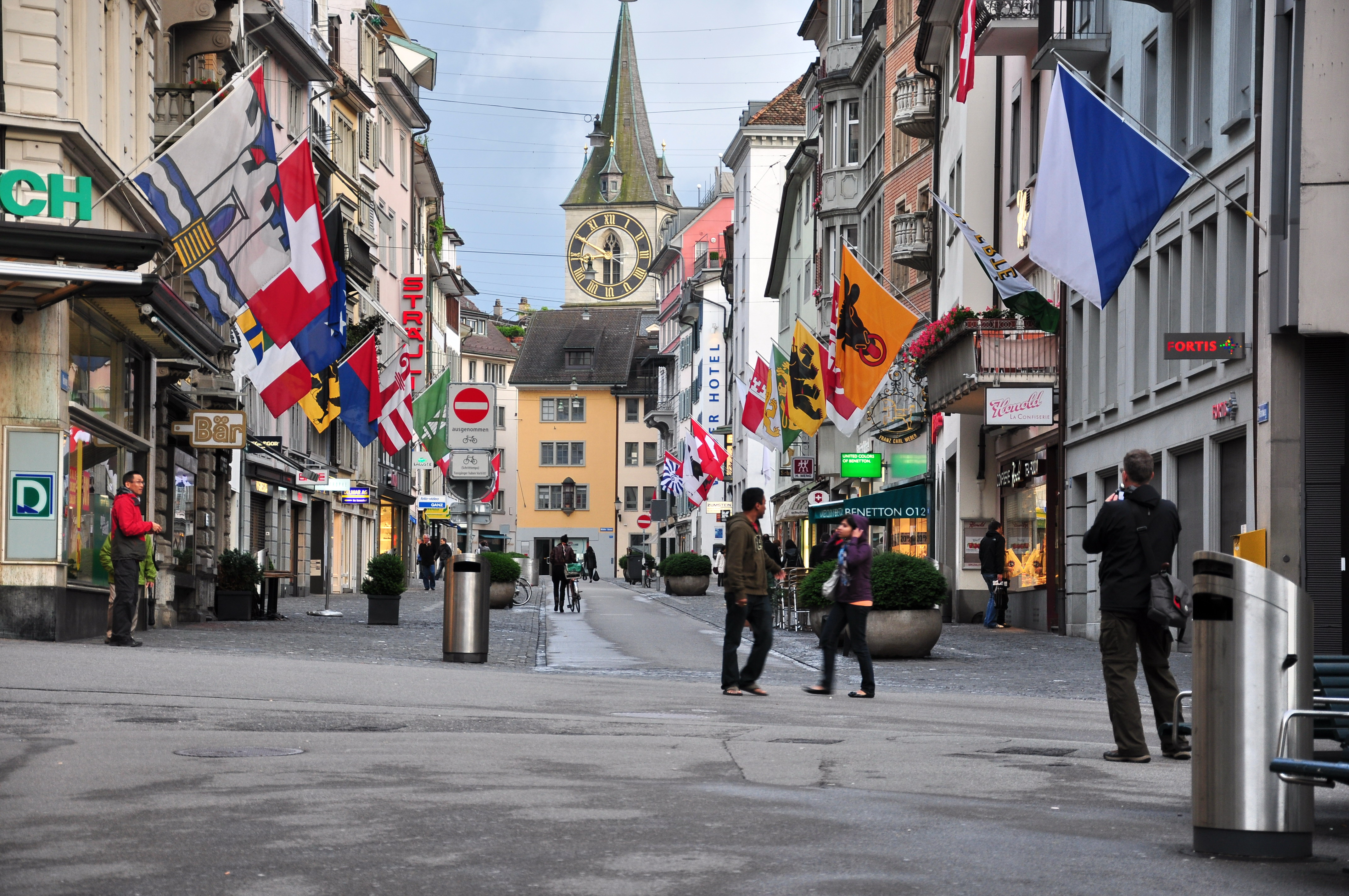
Rennweg Richtung Strehlgasse
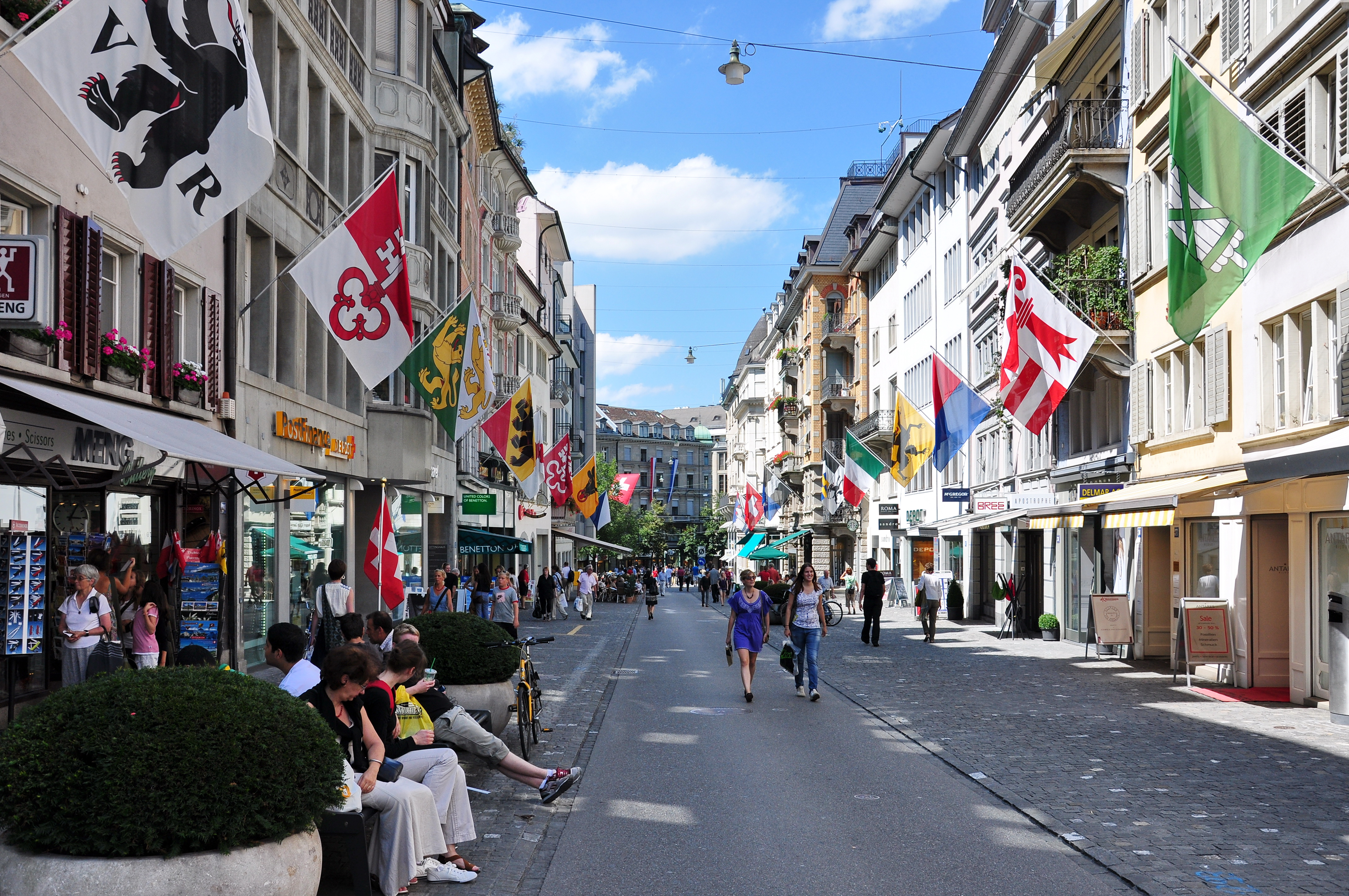
Rennweg Richtung Bahnhofstrasse
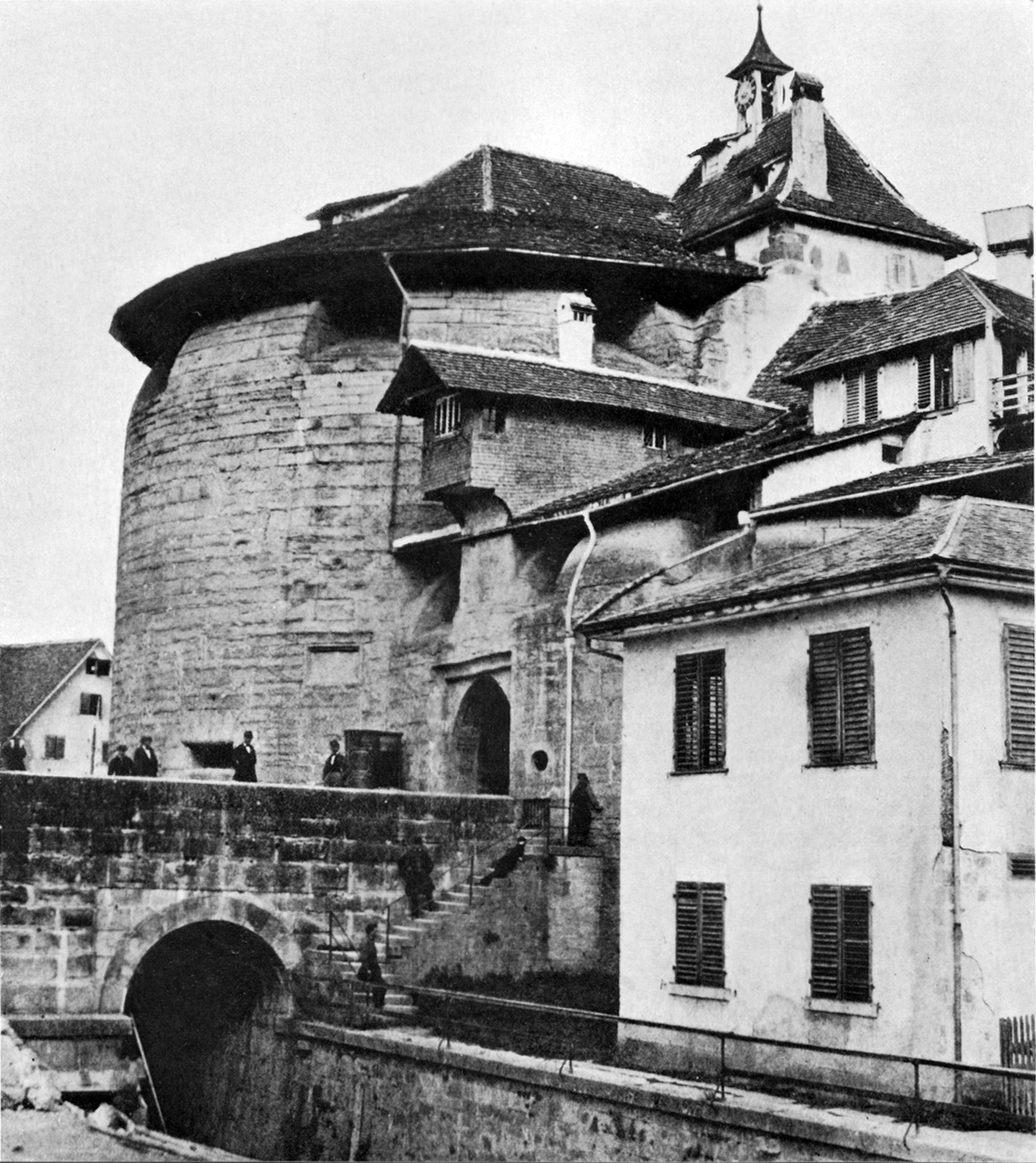
Das Rennwegtor vor 1865